# Campoalegre (ort)
Campoalegre är en ort i Colombia.   Den ligger i departementet Huila, i den centrala delen av landet, 250 km sydväst om huvudstaden Bogotá. Campoalegre ligger 537 meter över havet och antalet invånare är 22 568.
Terrängen runt Campoalegre är varierad. Runt Campoalegre är det ganska glesbefolkat, med 43 invånare per kvadratkilometer. Campoalegre är det största samhället i trakten. I omgivningarna runt Campoalegre växer i huvudsak städsegrön lövskog.